# EPrix de São Paulo
Le ePrix de São Paulo est une épreuve comptant pour le championnat du monde de Formule E.

## Historique
Dès la première saison, il y a eu des plans pour un ePrix de Rio de Janeiro, mais cela n'a pas eu lieu en raison de problèmes techniques. Plusieurs années plus tard, Lucas di Grassi a planifié un circuit au parc d'Ibirapuera, mais les changements politiques ont rendu cela impossible. Par la suite, il était prévu d'amener la Formule E au cours de la saison 2017-2018, mais un accord a été conclu seulement en 2022. L'accord a été conclu entre la mairie de São Paulo et la Formule E le 30 avril 2022. Le contrat a une durée de 5 ans, avec la possibilité de la prolonger pour 5 ans supplémentaires. Le contrat a été approuvé et le calendrier a été confirmé par la FIA le 29 juin 2022 et a été rendu officiel le 13 octobre 2022.

## Le circuit
La piste est longue de 2,933 km et utilise une bonne partie du circuit IndyCar originel utilisée de 2010 à 2013. Le circuit est tracé au sein du Sambadrome Anhembi.

## Palmarès
| Année           | Vainqueur   | Écurie                      | Circuit                     | Résultats | Date            |
| --------------- | ----------- | --------------------------- | --------------------------- | --------- | --------------- |
| 2023            | Mitch Evans | Jaguar TCS Racing           | Circuit urbain de São Paulo | Résumé    | 25 mai 2023     |
| 2024 (Mars)     | Sam Bird    | NEOM McLaren Formula E Team | Circuit urbain de São Paulo | Résumé    | 16 mars 2024    |
| 2024 (Décembre) | Mitch Evans | Jaguar TCS Racing           | Circuit urbain de São Paulo | Résumé    | 7 décembre 2024 |

## Classements par nombre de victoires

### Pilotes
| Nombre de victoires | Pilote      | Années                |
| ------------------- | ----------- | --------------------- |
| 2 victoires         | Mitch Evans | 2023, 2024 (Décembre) |
| 1 victoires         | Sam Bird    | 2024 (Mars)           |

### Écuries
| Nombre de victoires | Écurie                      | Années                |
| ------------------- | --------------------------- | --------------------- |
| 2 victoires         | Jaguar Racing               | 2023, 2024 (Décembre) |
| 1 victoires         | NEOM McLaren Formula E Team | 2024 (Mars)           |